# Anzor Bołtukajew
Anzor Adamowicz Bołtukajew (ros. Анзор Адамович Болтукаев; ur. 5 kwietnia 1986) – rosyjski zapaśnik czeczeńskiego pochodzenia, startujący w stylu wolnym. Olimpijczyk z Rio de Janeiro 2016, gdzie zajął jedenaste miejsce w kategorii 97 kg.
Brązowy medalista mistrzostw świata w 2013. Mistrz Europy w 2016 i srebrny medalista w  Ósmy w Pucharze Świata 2013 i dziewiąty w 2009. Mistrz Rosji w 2013 i 2016, drugi w 2014 i trzeci w 2008 roku.
Zdobył srebrny medal ma ME w 2017 w kategorii 97 kg, ale został zdyskwalifikowany i pozbawiony medalu z powodu dopingu.